# Bernard Dimey
Pour les articles homonymes, voir Dimey.
Bernard Dimey, né Bernard Georges Lucide Dimey le 16 juillet 1931 à Nogent-en-Bassigny (Haute-Marne) et mort le 1er juillet 1981 dans 18e arrondissement de Paris, est un poète, auteur de chansons et dialoguiste français.

## Biographie

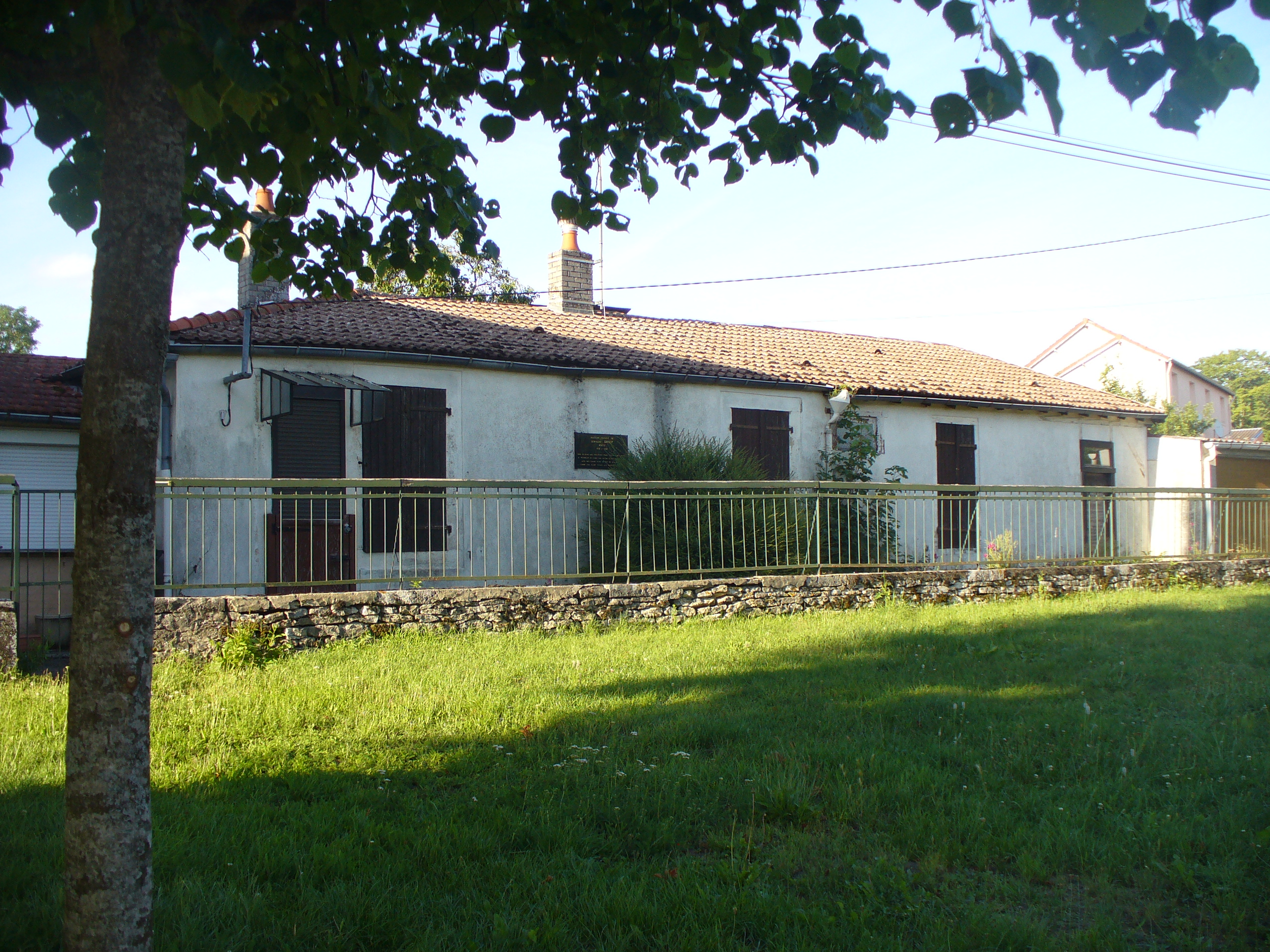
Maison natale de Bernard Dimey à Nogent (France).

Bernard Dimey commence à faire de la radio, puis écrit dans la revue Esprit. Il s'intéresse à la peinture (il a peint sous le nom de Zelter). Il s'installe à Paris à 25 ans sur la Butte Montmartre dont il sera un « amoureux ». Il ne la quittera plus. Il y fréquente les bistrots où il rencontre les artistes qui deviendront ses amis : Jean-Claude Annoux, Francis Lai, Charles Aznavour, Léo Ferré. Christian Laborde raconte ainsi avoir vu Claude Nougaro à quatre pattes dans l'appartement de Bernard Dimey, y « tondant le gazon » (la moquette du salon) avec une lime à ongles. C'est aussi ce « père de mots » qui prit sous son aile Jean-Louis Foulquier, quand ce dernier débarqua à Paris : « J'étais un gamin venant de La Rochelle, avec une histoire turbulente qui aurait pu mal finir. J'étais plutôt rock and roll dans ma tête. Et voilà que Dimey passait sous ma fenêtre et m'invitait à le suivre chez le bouquiniste. Aujourd'hui encore, quand j'hésite pour prendre une décision, je me demande ce que dirait Dimey si je le croisais dans les rues de Montmartre ».
Et il commence à écrire ses poèmes, dont beaucoup deviendront des chansons, et des textes de chansons, dont certaines mises en musique par Jean Bertola.
Moi qu'écris des chansons pour occuper mes heures

Je voudrais en faire une qu'on n'oublierait jamais

Afin que parmi vous un peu de moi demeure

Comme une fleur vivace aux marches du palais

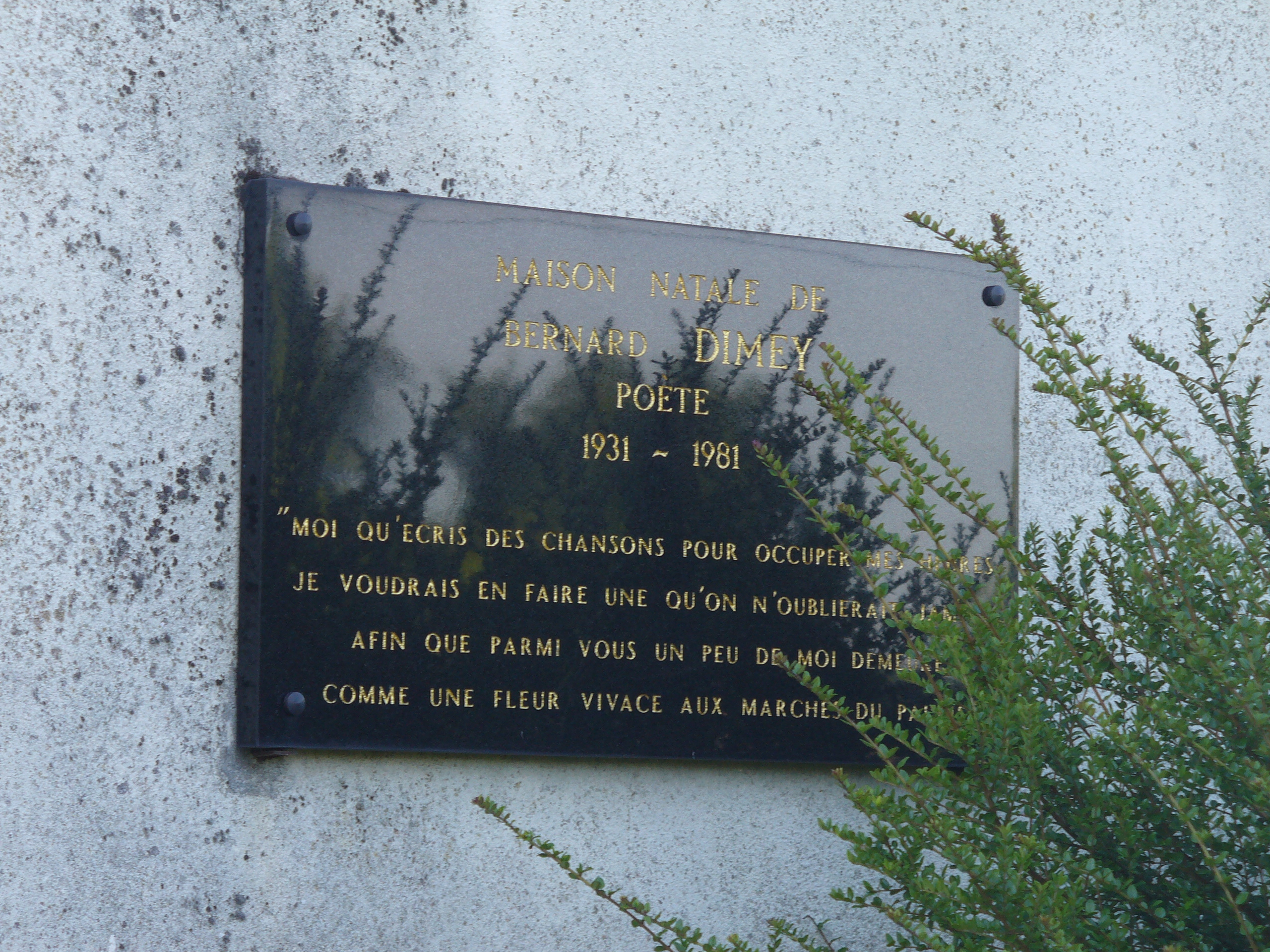
Plaque apposée sur sa maison natale :
Moi qu'écris des chansons pour occuper mes heures
Je voudrais en faire une qu'on n'oublierait jamais
Afin que parmi vous un peu de moi demeure
Comme une fleur vivace aux marches du palais

Quelques-unes de ces chansons ont obtenu un grand succès et sont restées dans les mémoires : Syracuse, Mémère, Mon truc en plume. Henri Salvador racontait ainsi la naissance de Syracuse :  « Bernard Dimey avait débarqué un soir. Il a vidé mon frigidaire, il était saoul. Il m'a dit : "On va faire la plus jolie chanson du monde, avec les plus belles paroles du monde." Je me suis mis au piano. Il avait fini les paroles avant la musique : "Les voiles des bateaux qui s'en allaient aux îles". »
Il est ainsi chanté par de nombreux interprètes, dont Yves Montand, Charles Aznavour, Serge Reggiani, Henri Salvador, Patachou, Juliette Gréco, Jacqueline Danno, Les Frères Jacques, Mouloudji, Jean-Claude Pascal, Michel Simon (Mémère), Jean-Claude Annoux, Jehan, Véronique Soufflet, Yves Jamait, sa fille Dominique Dimey et Iggy Pop.
Plusieurs de ses poèmes sont en argot dans la tradition gouailleuse de Bruant. Quelques-uns sont des monologues faisant s'exprimer des personnages du vieux Montmartre qu'il a connus, par exemple des travestis.
Au cinéma, il écrit ou co-écrit quelques dialogues dont Le Magot de Josefa. Il est aussi acteur dans Tant qu'on a la santé de Pierre Étaix.

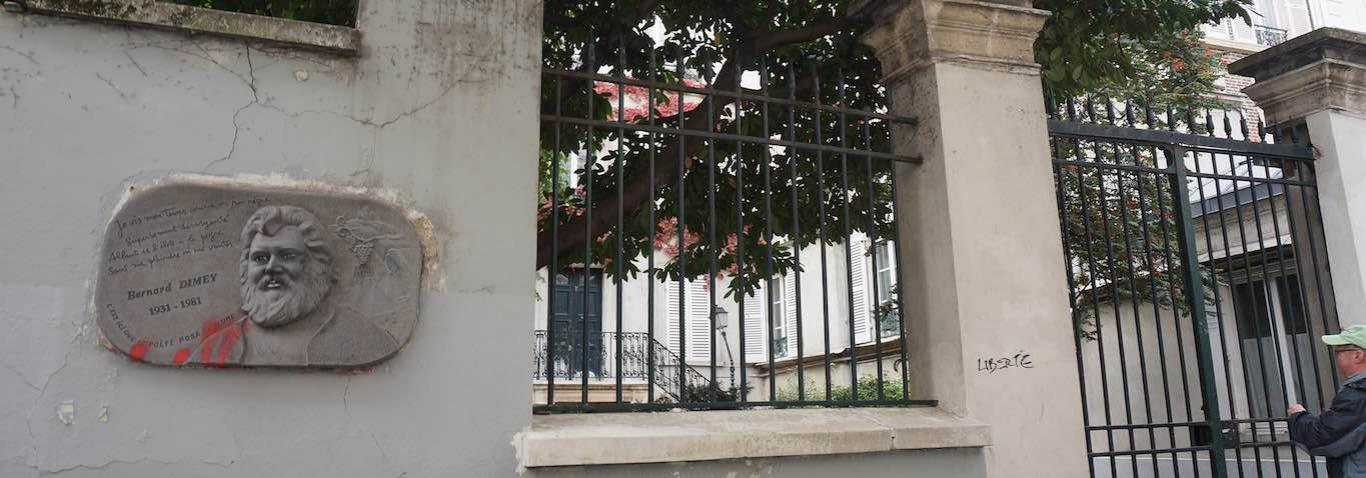
Le dernier domicile de Bernard Dimey (13 rue Germain-Pilon, à Paris).

Un autre aspect de Bernard Dimey est rarement évoqué : son talent de dessinateur et de peintre. Il signe quelques toiles sous le pseudonyme de Zelter pendant quelques années à Troyes. À vingt-cinq ans, il abandonne ses pinceaux. En outre, il ne souhaitait pas que soient publiés ses romans de jeunesse, ouvrages très influencés par les écrits de Jean Giono.
Il partage sa vie avec Yvette Cathiard, artiste-peintre, sculpteur, qui écrira La Blessure de l'Ogre, ouvrage retraçant leurs quatorze ans de vie commune. Ce livre publié en 1993 aux éditions Christian Pirot a obtenu le grand prix de littérature Charles Cros.
En 1977, il rencontre par hasard, à Montmartre, sa fille Dominique, artiste elle aussi, issue d’une liaison avec une femme qui  lui révéla être enceinte dans une lettre à laquelle il n'a jamais répondu . En 2019, elle montera un spectacle, Bernard Dimey Père & Fille, dans lequel elle évoque ses souvenirs.
En 1978, il se produit salle Pleyel ainsi qu'au théâtre de Dix Heures quand il ne « beaujolise » pas.
La rue Bernard-Dimey est nommée en son honneur dans le 18e arrondissement de Paris.
Jacques Debronckart, peu de temps avant de le suivre dans la tombe, compose et chante en son honneur Bernard Dimey n'est pas mort un 10 mai.
Bernard Dimey meurt le 1er juillet 1981, à l'âge de 49 ans. Il est inhumé au cimetière de Nogent (Haute-Marne) dont la médiathèque porte son nom.

Une biographie de Bernard Dimey a été publiée par Annie Massy, responsable des services historiques de la Haute Marne

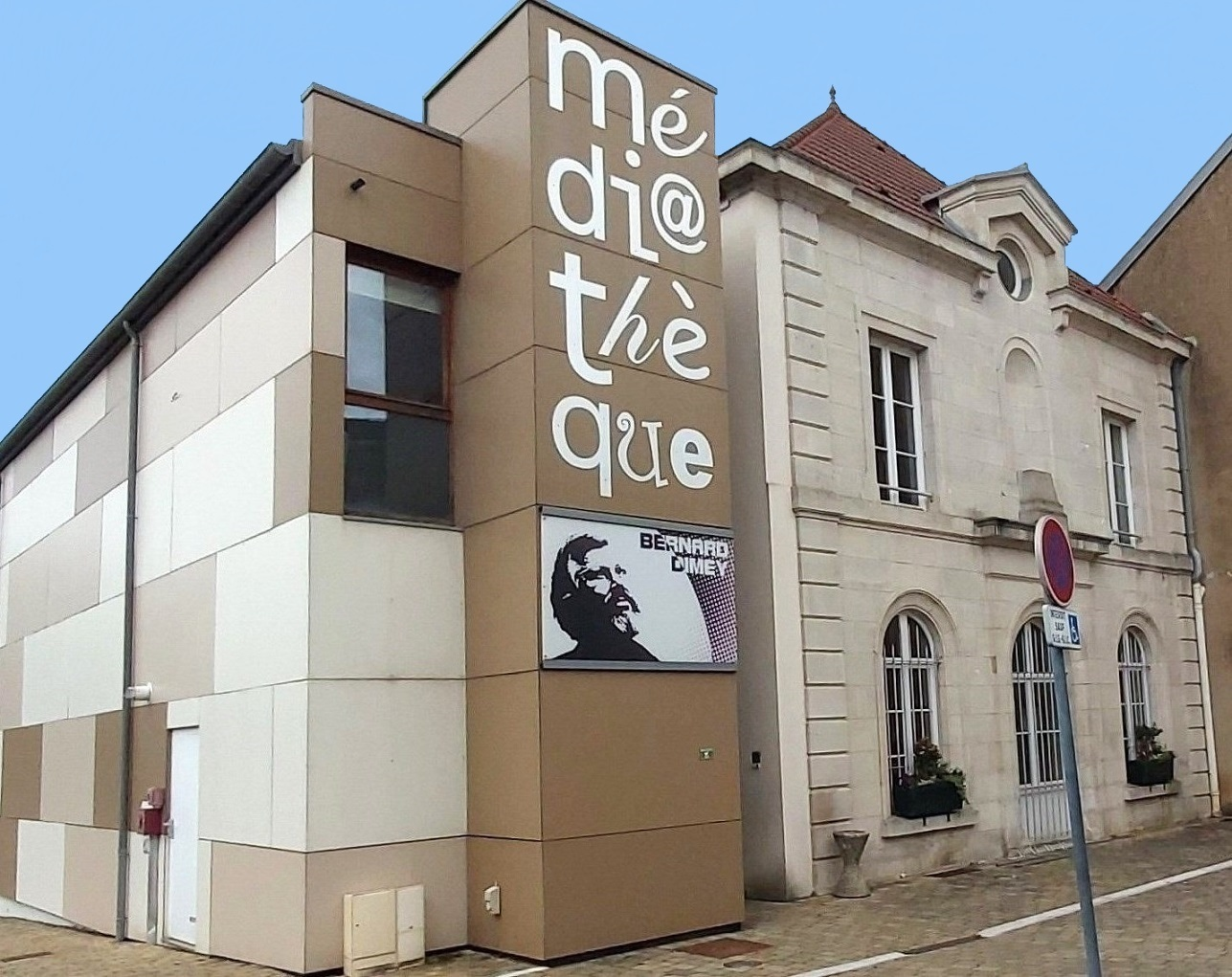
La médiathèque Bernard Dimey à Nogent (Haute-Marne)

## Œuvre

### Chansons
Les chansons les plus connues dont Bernard Dimey avait signé les paroles sont :
- Mon truc en plume, chantée par Zizi Jeanmaire, et accessoirement par Lady Gaga lors de la cérémonie d'ouverture des JO de Paris 2024 ;
- Syracuse, créée par Jean Sablon puis reprise par Henri Salvador son compositeur, Yves Montand, Olivier Despax, François Deguelt, Jacques Bertin et Iggy Pop ;
- Mémère, chantée par Michel Simon.

Il en est d'autres, moins connues :
- Merci à vous, chantée par Jean Sablon
- Frédo, chantée entre autres par les Frères Jacques
- Si tu me payes un verre, chantée entre autres par Serge Reggiani
- Une soirée au Gerpil, chantée par Mouloudji
- La Femme du marin, chantée par Francesca Solleville
- La Salle et la Terrasse, chantée par Charles Aznavour, Yves Jamait
- Les Seigneurs, chantée entre autres par Tristan Léa et Serge Reggiani
- Madame la Marquise a dit, chantée par les Frères Jacques
- Paris par cœur, chantée par Hélène Martin
- Le Gavroche, chantée par Serge Grégor
- La cervelle, chantée par Jean Ferrat et Zizi Jeanmaire
- J'ai le cœur aussi grand, Mes chères maisons, Dimitri, chantées par Juliette Gréco
- Noël d'Aubervilliers, chantée par Mireille Mathieu
- Quartier des Halles, chantée par les Frères Jacques
- L'Amour et la Guerre, mise en musique et chantée par Charles Aznavour (1960). En 1960, pendant la guerre d'Algérie, cette chanson pacifiste est interdite sur les ondes nationales[13]. Elle sera la bande son du film de Claude Autant-Lara « Tu ne tueras point »[14].
- Chanson pour terminer, chantée par Jean-Claude Pascal.

Après la mort de Dimey, plusieurs interprètes se sont essayés à d'autres mises en musique :
- Charles Aznavour chante Dimey par Charles Aznavour (1983)
- Dimey chante Dimey par Dominique Dimey
- Divin Dimey par Jehan
- Les Enfants de Louxor, chanté par Véronique Soufflet
- Le groupe Mon côté punk et Mélanie Dahan interprètent aussi quelques textes de Dimey.
- Valérie Mischler chante également Dimey en 2008 (Spectacle et CD Valérie Mischler chante Dimey)
- Dis moi tout Dimey interprété par Emmanuel Depoix et Delphine Grandsart créé en 2011 avec des musiques originales de Emmanuel Depoix .
- Ce qu'ensemble on a vu par Rémo Gary (sur l'album Quand le monde aura du talent
- En 2012 Eric Frasiak met en musique et interprète Ivrogne et pourquoi pas ? (Album : Chroniques. crocodile Productions)
- L'Homme de la manche : un spectacle « théâtre et chansons » joué et chanté par Jean-Michel Piton. 28 textes de Bernard Dimey dont 12 mis en musique.
- En 2015, un collectif d'artistes haut-marnais sort l'album Dimey Pluriel avec l'aide de l'association Bernard Dimey.
- En 2019, Nicolas Moro et Sanseverino interprètent Quand on a rien à dire et du mal à se taire qui devient Du mal à se taire sur une musique de Nicolas Moro.

Et également son disciple Serge Gregor, qui a effectué une tournée reprenant ses meilleurs titres dans les années 2010. Il a par ailleurs sorti un album intitulé "Le Gavroche" rassemblant plusieurs titres inédits de Bernard Dimey.

### Poésie
La vocation de poète de Bernard Dimey se serait révélée vers l'âge de 15 ans. Son premier poème connu est dédié à la mémoire du Lieutenant Robert Josselin, tué à la tête du Maquis de Pincourt, près de Donnemarie (Haute Marne) le 13 septembre 1944 lors de la bataille dire "de l'Abondance" ordonnée pour freiner le repli de la Kommandantur de Chaumont. Le manuscrit de ce poème est conservé à la Médiathèque Bernard Dimey à Nogent.

#### Le Bestiaire de Paris
Le Bestiaire de Paris est sans doute son œuvre la plus ambitieuse et la plus achevée. Cette suite de 66 quatrains en alexandrins passe en revue avec nostalgie les images d'Épinal d'un Paris populaire et bohème, pour déboucher sur une vision apocalyptique.
Comme beaucoup de poèmes de Dimey, le Bestiaire de Paris bénéficie d'un accompagnement musical de Francis Lai, que le compositeur interprétait lui-même à l'accordéon. Il fut enregistré à deux reprises : en 1962, par Pierre Brasseur et Juliette Gréco, et en 1974 par l'auteur, Magali Noël et Mouloudji. Le CD présente les deux versions.

#### Autres poèmes

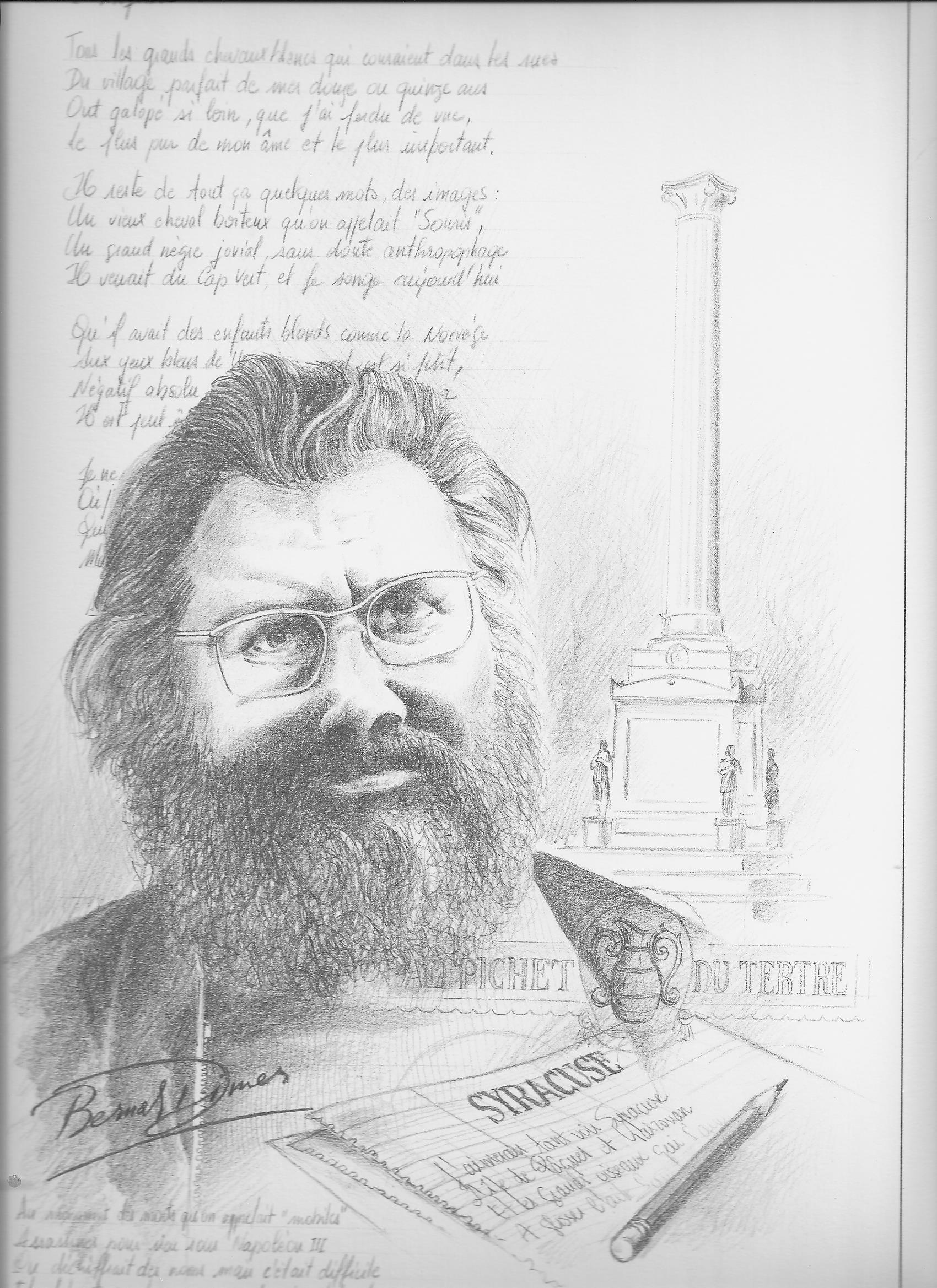
Portrait au fusain de Bernard Dimey (1931-1981).

À côté de ses paroles de chansons, Bernard Dimey a écrit des poèmes proprement dits. Il a enregistré lui-même plusieurs albums où il interprète, en général sur fond d'accordéon, des textes comme :
- Au Lux bar
- Je vais m'envoler
- Le Regret des bordels
- Monsieur le duc
- Les Enfants d'Attila

De son vivant ils les avait fait paraître sur plusieurs vinyles (aux disques Déesse) :
- Ivrogne et pourquoi pas
- Volume 2 - L'hippopotame
- Je finirai ma vie à l'Armée du salut
- Le Bestiaire de Paris
- Poèmes à bretelles
- Testament vol. 1 & 2

Il a également participé à :
- Les bordels comme si vous y étiez - Soirée poétique et musicale de Bernard Dimey (disques Mouloudji)

Des inédits figurent en outre sur les CDs parus après sa mort.

## Publications

### Poésie et chansons
- Poèmes, A. Bruillard, 1936 ; réédition 1946 (recueil collectif avec Lucien Aber et Jean Gigot)
- Poèmes voyous, Éditions Mouloudji
- Les Huit péchés capitaux, huit poèmes illustrés de huit lithographies originales de Jordi Bonàs, Éditions André Roussard, Paris, 1973.
- Je ne dirai pas tout, Éditions Christian Pirot, 1991 ; réédition 1998.
- Le Milieu de la nuit, Éditions Christian Pirot, 1991
- Sable et Cendre, Éditions Christian Pirot
- Soif de Montmartre, poèmes de Bernard Dimey illustrés par Claire Dupoizat, éditions La Belle Gabrielle, 2013, 148 p.,  (ISBN 978-2-917269-12-1)[16].

### Romans
- Les Transparents, Fayard, coll. Les Œuvres libres no 155, 1959
- Le Marchand de soupe, Le Pythagore, 2002

### Recueils de nouvelles
- Aussi Français que vous, Calmann-Levy, 1965[17] ; réédition, Le Pythagore, 2003
- Requiem à boire, éditions Seghers, coll. P.S. no 368, 1954
- Les Kermesses d'antan, éditions Seghers, coll. P.S. no 477, 1956 ; réédition, Éditions Christian Pirot, 1998

### Autres publications
- Rive droite du canal, 1951 ; réédition, Éditions de la Maison du boulanger, 1993
- La Légende de Dextre d'or, 1956
- Monoguide de St-Germain-des-Prés, Les Presses touristiques de Paris, 1967
- Monoguide du Marais, Les Presses touristiques de Paris, 1967 (en collaboration avec Pierre Millon)
- Soif de Montmartre, Éditions La Belle Gabrielle, 2013

## Discographie
Bernard Dimey a enregistré sept disques 33 T. Ces textes de Bernard Dimey sont sous contrat aux Éditions Raoul Breton :
- Poèmes à bretelles
- Testament (2 volumes)
- Le Bestiaire de Paris
- Ivrogne et pourquoi pas
- Je finirai ma vie à l'armée du salut
- Toutes ces dames au salon
- La Mort d'un homme
- La Mer à boire
- Dimey chanté par ses amis
- Châteaux d'Espagne
- L'Encre d'après minuit
- Bernard Dimey, Poètes et chansons

Ces enregistrements, avec des inédits, ont été réédités en CD par les Éditions Déesse Septentrion :
- La Mer à boire
- Le Testament
- Le Bestiaire de Paris
- Dimey chanté par ses amis
- Châteaux d'Espagne
- L'Encre d'après minuit
- Bernard Dimey, Poètes et chansons

## Filmographie

### Au cinéma
- 1959 : Détournement de mineures, film français réalisé par Walter Kapps
- 1963 : Le Magot de Josefa, film français réalisé par Claude Autant-Lara
- 1965 : Deux heures à tuer, film français réalisé par Ivan Govar
- 1966 : Tant qu'on a la santé, film français réalisé par Pierre Étaix

### À la télévision
- 1977 : Les Enquêtes du commissaire Maigret, épisode : Maigret et Monsieur Charles, téléfilm français réalisé par Jean-Paul Sassy : Marcel Lenoir
- 1978 : Le Dernier Mélodrame, téléfilm français réalisé par Georges Franju
- 1979 : Pour tout l'or du Transvaal, mini-série française en 6 épisodes : Paintendre
- 1980 : Les Amours de la Belle Époque, épisode Mon amie Nane, réalisé par Dominique Giuliani : Cornille
- 1981 : Les Amours des années folles, épisode Le Trèfle à quatre feuilles, réalisé par Gérard Thomas : M. Sirioux
- 1982 : Les Nouvelles Brigades du Tigre de Victor Vicas, épisode Made in USA de Victor Vicas : le vieux faussaire

## Vidéographie
- [vidéo] « Bernard Dimey poète à Paris (Emission de P Sevran) », sur YouTube. Pascal Sevran rend hommage à Bernard Dimey dans son émission La Croisée des chansons, six mois après sa disparition (28 min 27 s).

## Hommages
- Chaque année, aux alentours du 10 mai, un festival lui est consacré dans sa ville natale à Nogent;
- Le documentaire Bernard Dimey, poète et pourquoi pas ? (diffusé sur France 3 Grand Est, en mai 2017) lui est entièrement consacré : à travers de nombreuses archives et plusieurs témoignages, le film évoque ainsi le parcours de ce poète et parolier méconnu[18] ;
- Renaud lui rend un hommage bref, mais sans ambages, en le citant dans Mon bistrot préféré au milieu des très grands noms de la poésie et de la chanson ;
- Jacques Debronckart lui dédiera une chanson admirant en lui le beau vieillard, bel enfant, ayant parcouru les océans de l'amertume ;
- Serge Reggiani aura fait connaître au grand public Il ne faudra jamais ;
- André Mairal lui a rendu hommage dans un spectacle en septembre 2004[19].

Il existe des rues Bernard-Dimey :
- à Paris rue Bernard-Dimey ;
- à Troyes ;
- à Yerres ;
- à Nogent (Haute-Marne), sa ville natale.